# The Fashionistas
The Fashionistas és una pel·lícula pornogràfica de 2002 dirigida per John Stagliano i produït per Evil Angel Productions. Filmada en pel·lícula de 35mm, va ser una producció d'alt pressupost d'al voltant de 500.000 dòlars, amb una longitud de més de quatre hores i mitja. La pel·lícula va ser un èxit comercial. Se'n van vendre més de 100.000 còpies en el seu primer mes de llançament. El 2003, es va establir el rècord major de vint-i-dos dnominacions del Premi AVN per a un sol títol.
La pel·lícula ha tingut dues seqüeles, Fashionistas Safado: The Challenge i Fashionistas Safado: Berlin,, ambdues també dirigides per Stagliano.

## Argument
The Fashionistas és un grup prometedor i capaç grup de dissenyadors de moda fetitxista dirigit per Helena (Taylor St. Claire) i fundat al Districte de Moda de Los Angeles. El grup intenta portar al país al dissenyador de moda de fetitxe italià Antonio (Rocco Siffredi). Antonio, que recentment s'ha divorciat entre altament publicats rumors de relacions extramatrimonials, arriba a Los Angeles a la cerca d'una casa influenciada en sadomasoquisme per a associar-s'hi. Amb la finalitat de captar l'atenció d'Antonio, les Fashionistas el conviden a una de llurs desfilades de moda. Helena vol fer creure a Antonio que és la força creativa darrere de les Fashionistas, a pesar que en realitat és Jesse (Belladona), el seu assistent. Jesse també s'implica en una relació triangular amb Helena i Antonio.

## Premis i nomenaments
| Any  | Cerimònia    | Resultat                                      | Categoria                                               |
| ---- | ------------ | --------------------------------------------- | ------------------------------------------------------- |
| 2003 | Premi AFW    | Millor Pel·lícula                             |                                                         |
| 2003 | Premi AFW    | Millor Director – Pel·lícula                  | John Stagliano                                          |
| 2003 | Premi AFW    | Millor Actriu – Pel·lícula                    | Taylor St. Claire                                       |
| 2003 | Premi AFW    | Millot Actriu De Repartiment– Pel·lícula      | Belladonna                                              |
| 2003 | Premi AFW    | Millor Escena de Sexe - Pel·lícula            | Taylor St. Claire & Rocco Siffredi                      |
| 2003 | Premi AFW    | Millor Escena de Sexe-Noies - Pel·lícula      | Belladonna & Taylor St. Claire                          |
| 2003 | Premi AFW    | Millor Escena de Sexe Anal - Pel·lícula       | Kate Helada & Rocco Siffredi                            |
| 2003 | Premi AFW    | Millor Escena de Sexe en Grup                 |                                                         |
| 2003 | Premi AVN    | Millor Pel·lícula                             |                                                         |
| 2003 | Premi AVN    | Millor Director – Pel·lícula                  | John Stagliano                                          |
| 2003 | Premi AVN    | Millor Actor– Pel·lícula                      | Rocco Siffredi                                          |
| 2003 | Premi AVN    | Millor Actriu – Pel·lícula                    | Taylor St. Claire                                       |
| 2003 | Premi AVN    | Millor Actor de repartiment – Pel·lícula      | Manuel Ferrara                                          |
| 2003 | Premi AVN    | Millor Actriu de repartiment - Pel·lícula     | Belladonna                                              |
| 2003 | Premi AVN    | Millor Actriu de repartiment – Pel·lícula     | Caroline Pierce                                         |
| 2003 | Premi AVN    | Millor Actuació                               | Belladonna                                              |
| 2003 | Premi AVN    | Millor Actuació                               | Chelsea Azul, Gia, & Taylor St. Claire                  |
| 2003 | Premi AVN    | Millor Coberta de Pel·lícula                  |                                                         |
| 2003 | Premi AVN    | Millor escena entre noies - Pel·lícula        | Belladonna & Taylor St. Claire                          |
| 2003 | Premi AVN    | Millor Escena de Sexe Anal - Pel·lícula       | Kate Frost & Rocco Siffredi                             |
| 2003 | Premi AVN    | Millor Escena de Sexe Oral - Pel·lícula       | Belladonna & Rocco Siffredi                             |
| 2003 | Premi AVN    | Millor Escena de Sexe Oral – Pel·lícula       | Belladonna, Mark Ashley & Billy Glide                   |
| 2003 | Premi AVN    | Millor Escena de Sexe en Parella – Pel·lícula | Caroline Pierce & Manuel Ferrara                        |
| 2003 | Premi AVN    | Millor Escena de Sexe en Parella – Pel·lícula | Taylor St. Claire & Rocco Siffredi                      |
| 2003 | Premi AVN    | Millor Escena de Sexe en Grup - Pel·lícula    | Friday, Taylor St. Claire, Sharon Wild & Rocco          |
| 2003 | Premi AVN    | Millor Guió – Pel·lícula                      | John Stagliano                                          |
| 2003 | Premi AVN    | Millor Direcció artística - Pel·lícula        | Jim Malibu                                              |
| 2003 | Premi AVN    | Millor Cinematografia                         | John Stagliano                                          |
| 2003 | Premi AVN    | Millor Edició - Pel·lícula                    | Tricia Devereaux & John Stagliano                       |
| 2003 | Premi AVN    | Millor Música                                 | John Más allá, Javier, Mistress Minx & DJ Uneasy        |
| 2003 | Premi Ninfa  | Millor Escena Anal                            |                                                         |
| 2003 | Premi Ninfa  | Millor Escena de Sexe                         |                                                         |
| 2003 | Premi Ninfa  | Millor Guió                                   |                                                         |
| 2003 | Premi Ninfa  | Millor Valors Cinematogràfics                 |                                                         |
| 2003 | Premi Ninfa  | Millor Actor                                  | Rocco Siffredi                                          |
| 2003 | Premi Ninfa  | Millor Actriu                                 | Belladonna                                              |
| 2003 | Premi Ninfa  | Millor Director                               | John Stagliano                                          |
| 2003 | Premi Ninfa  | Millor Pel·lícula                             | John Stagliano                                          |
| 2003 | Premi XRCO   | Millor Escena de Sexe de Grupo                | Friday, Taylor St. Claire, Sharon Wild y Rocco Siffredi |
| 2003 | Premi XRCO   | Millor Actor                                  | Rocco Siffredi                                          |
| 2003 | Premi XRCO   | Millor Actriu                                 | Belladonna                                              |
| 2003 | Premi XRCO   | Millor Escena de Sexe Noia/ Noia              | Belladonna & Taylor St. Claire                          |
| 2003 | Premi XRCO   | Millor Escena de Sexe noia/noi                | Taylor St. Claire & Rocco Siffredi                      |
| 2003 | Premi XRCO   | Pel·lícula de l’any                           |                                                         |
| 2003 | Premi XRCO   | Millor Actuació - Actriu                      | Taylor St. Claire                                       |
| 2003 | Premi XRCO   | Escena de Sexe de l'any                       | Belladonna & Rocco Siffredi                             |
| 2004 | AFW Premi    | Millor DVD                                    |                                                         |
| 2004 | AVN Premi    | Millor DVD                                    |                                                         |
| 2004 | AVN Premi    | Títol més llogat de l'any                     |                                                         |
| 2004 | AVN Premi    | Millors Extres de #DVD                        |                                                         |
| 2004 | AVN Premi    | Més #DVD Menus                                |                                                         |
| 2004 | AVN Premi    | Millor Embalatge de DVD                       |                                                         |
| 2004 | Premi Empire | Millor DVD Global                             |                                                         |
| 2004 | Premi Empire | Característica Millor DVD                     |                                                         |
| 2004 | Premi Empire | Millor qualitat d’audio de DVD                |                                                         |
| 2004 | Premi XRCO   | Millor DVD                                    |                                                         |
| 2013 | Premi XRCO   | Saló de la Fama XRCO                          |                                                         |

## Espectacle en viu
Va haver-hi també un espectacle de ball teatral basat en la pel·lícula, que es va dir The Fashionistas Espectacle en Viu al Club de Nit Krave a The Aladdin a Las Vegas. L'espectacle es va presentar des d'octubre del 2004 a febrer del 2008 i va guanyar el ''Premi Especial a l'Assoliment de AVN'' el 2006.